# Nagowie (mitologia)

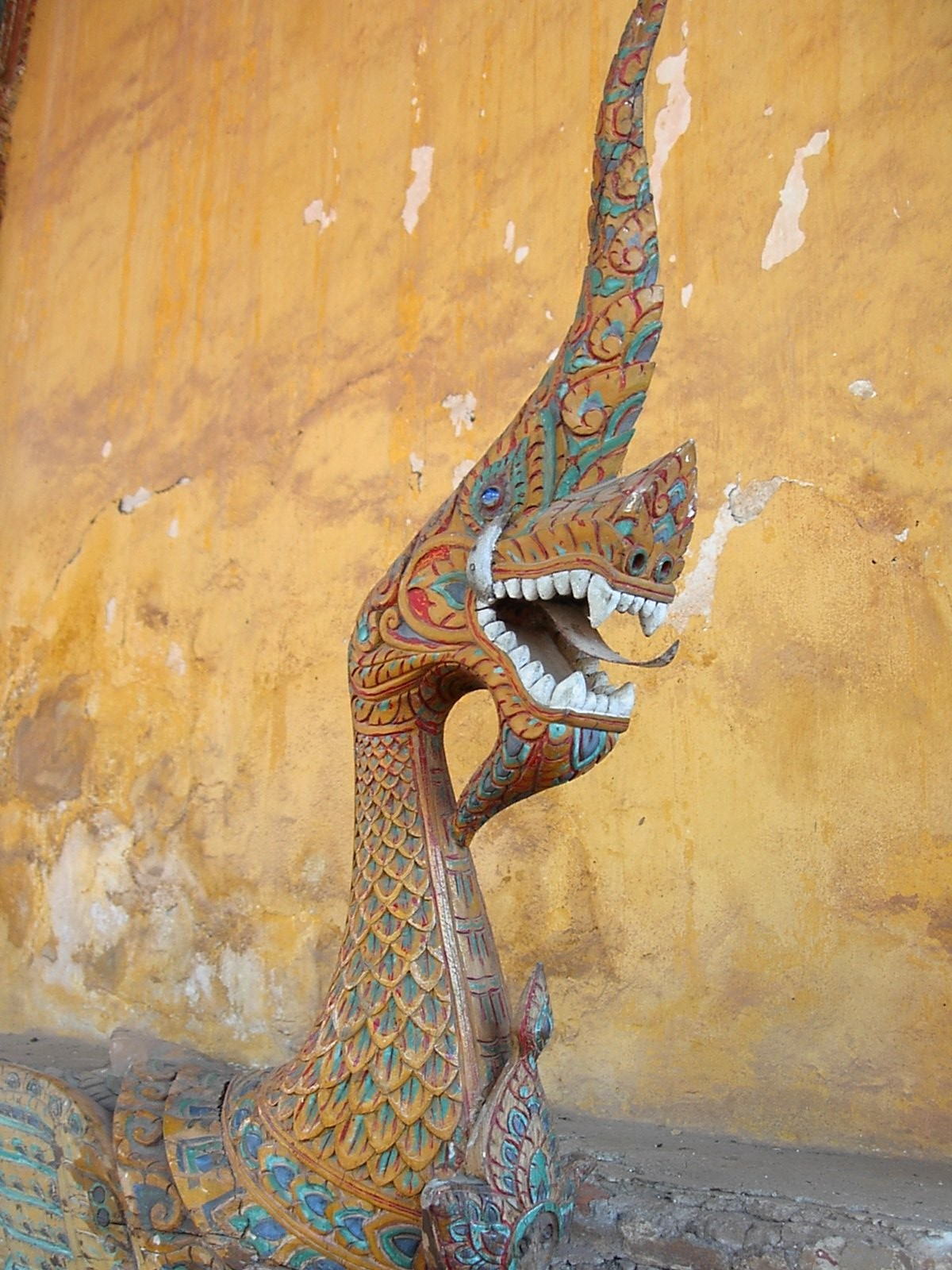
Naga w świątyni Wat Si Saket

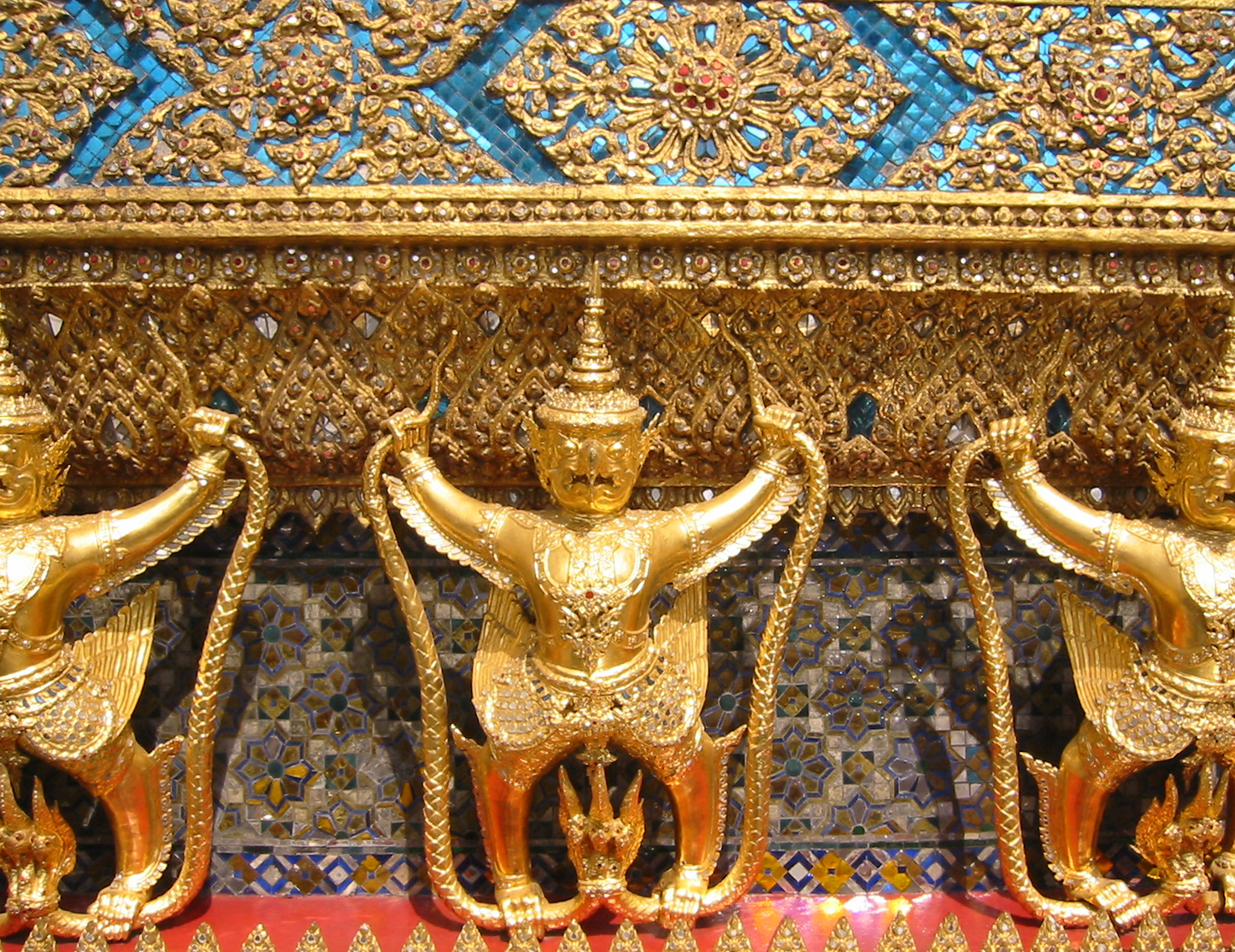
Garuda trzymający dwa węże/nagi

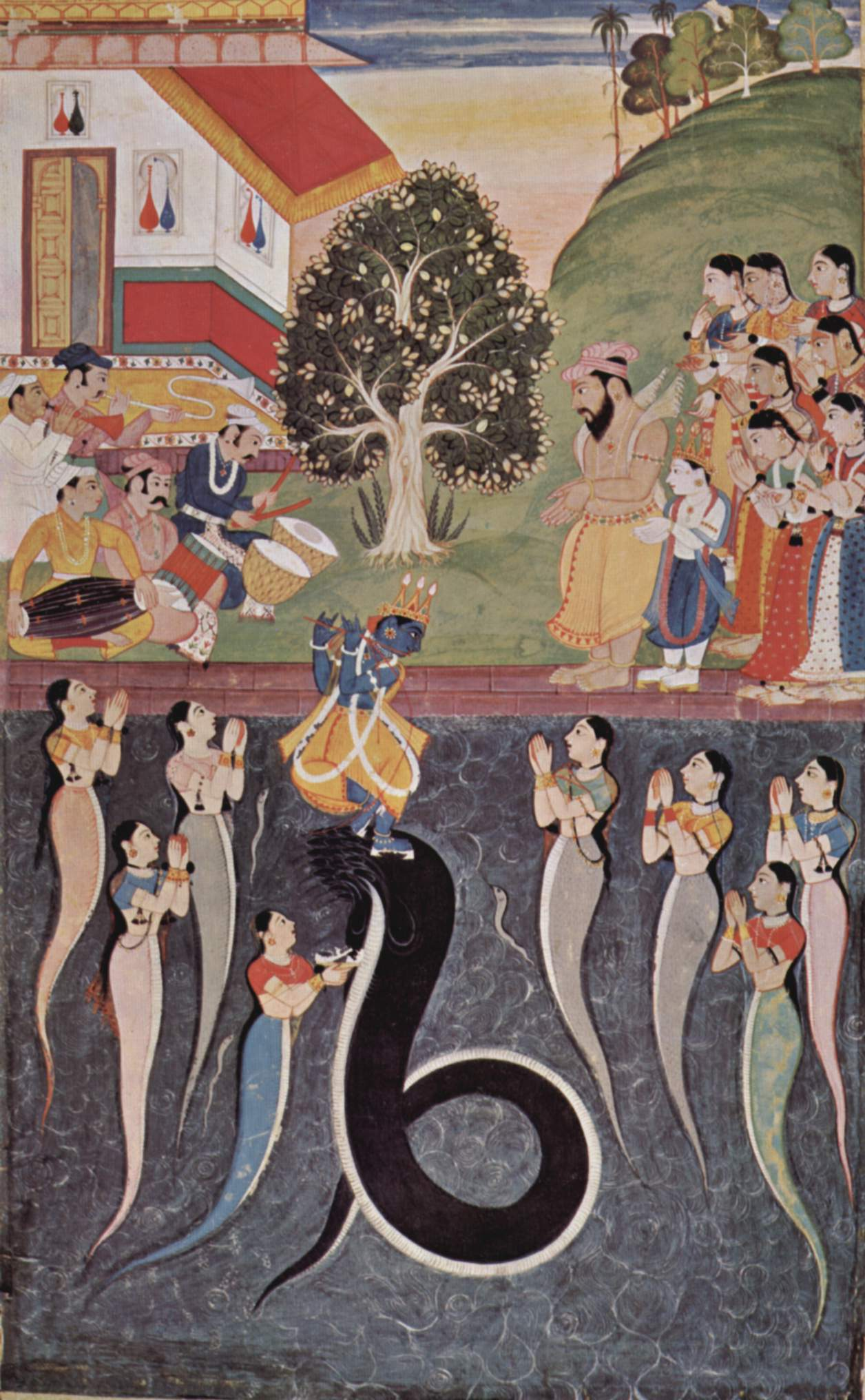
Kryszna tańczący na pokonanym Nagu Kaliji

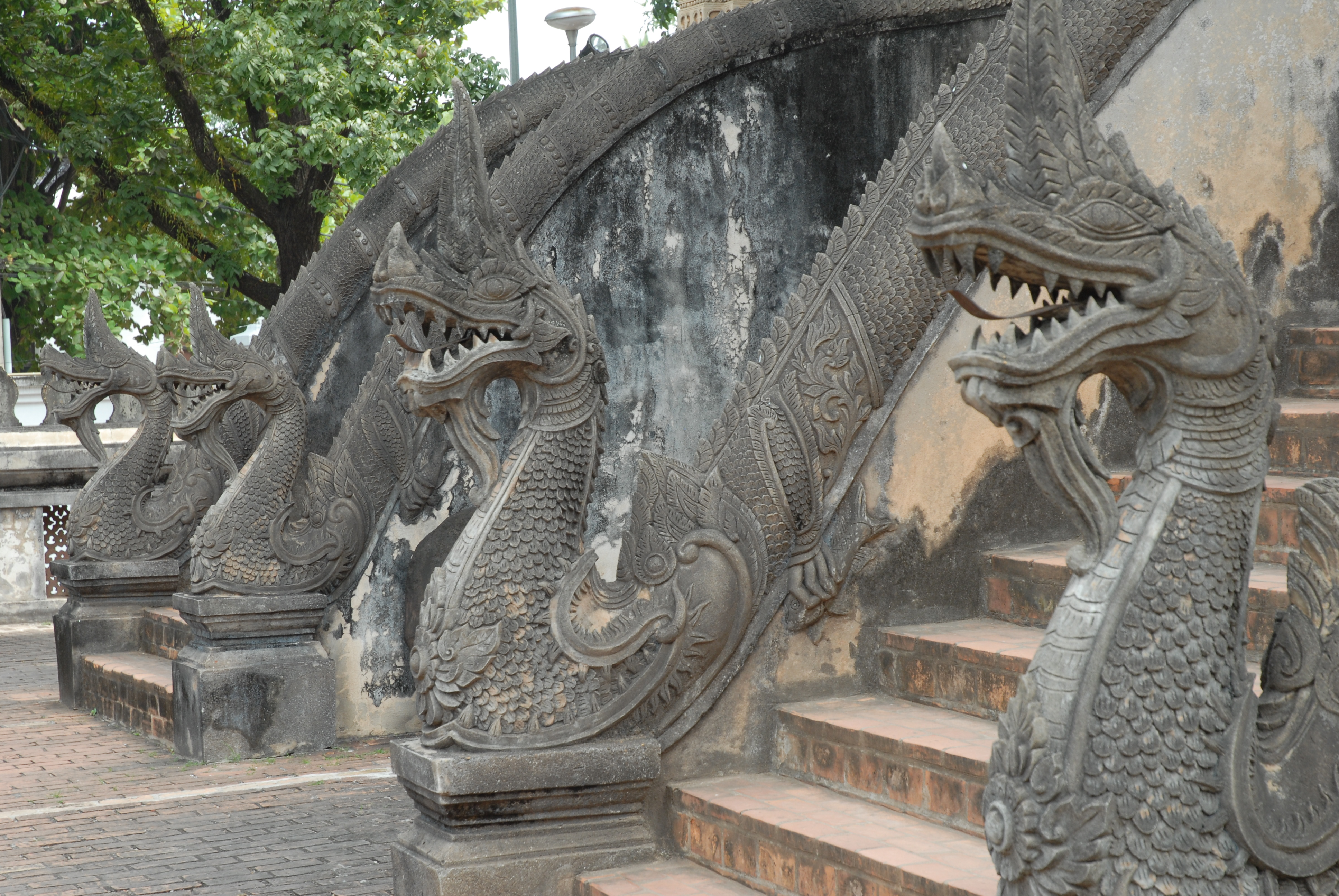
Nagi przed świątynią w Laosie

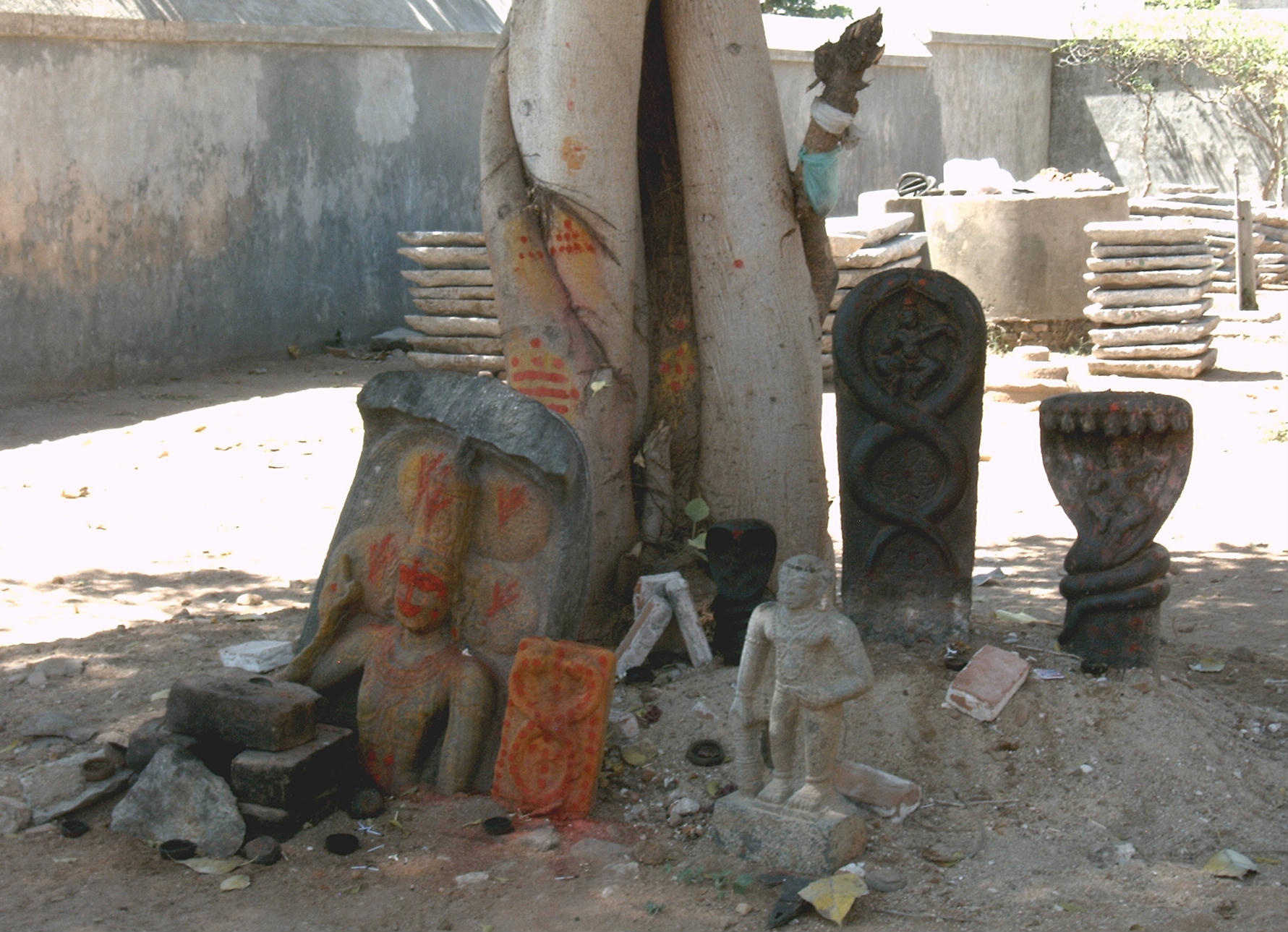
Współczesny kult Nagów, Kanćipuram w Indiach

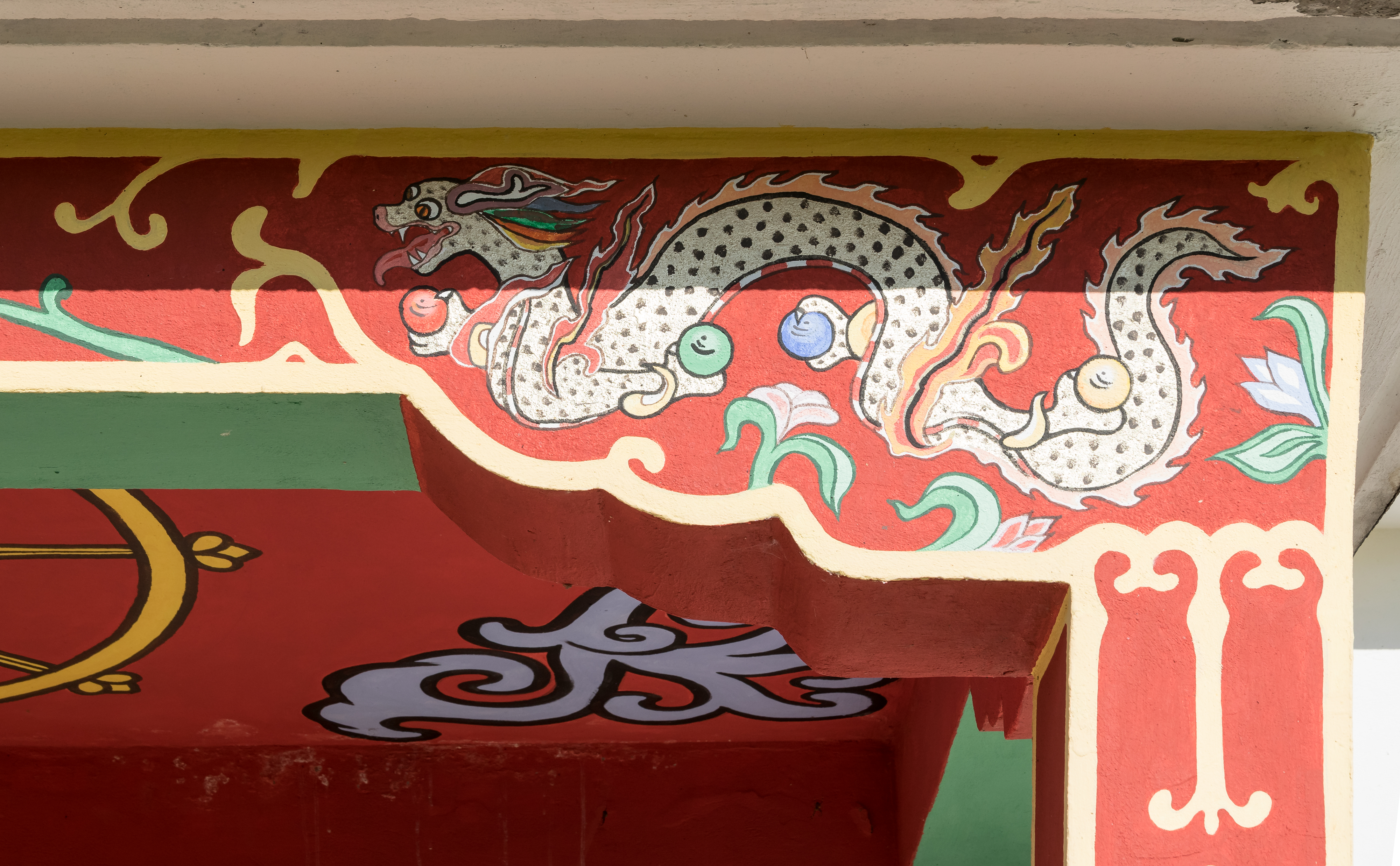
Naga w Gompie Drophan Ling w Darnkowie

Naga, Nagowie (sanskryt: नाग nāga) – w mitologii hinduskiej wężokształtne bóstwa wodne. Prawdopodobnie pochodzenia przedaryjskiego. 
Mieszkają w podziemnym mieście Bhogawati, gdzie strzegą skarbów ukrytych w ziemi, czasami dzieląc się nimi ze śmiertelnikami. Mogą przyjmować formę zupełnie ludzką. Wiele dynastii starożytnych wywodziło swoje pochodzenie od związku jakiegoś herosa i nagini.
W starożytnych tekstach Nagami nazywano również mało znane plemiona, którym przypisywano nadnaturalne właściwości. Również w dobie obecnej w górach Asamu żyją prymitywne plemiona (do niedawana łowców głów), określane mianem „Naga”.

## Ikonografia
Nagów reprezentowano zwykle z górną częścią ludzką, a dolną wężową, bądź z wężami wychodzącymi z ramion lub pasa. Stanowią częsty motyw w sztuce Tajlandii – wizerunki nagów często umieszcza się po obu stronach wejścia do świątyń. Innym klasycznym motywem jest ptak Garuda trzymający w szponach dwa węże (nagi).

## Buddyzm
W tradycji buddyjskiej uważane są za szczodre i hojne, ale często niebezpieczne i złośliwe istoty będące wierzchowcami bogów. Nagowie były śmiertelnymi wrogami ptaków Garuda, wierzchowca Wisznu/Buddy. Od tego czasu stały się strażnikami dharmy. Istoty te również znane są z tego, że przechowują termy, czyli ukryte nauki Buddy.

## Hinduizm

### Kult
- W kulcie hinduistycznym węże symbolizują nieśmiertelność, moc regeneracji i reinkarnacji. Modlitwy do nich kierują kobiety pragnące płodności i potomstwa[2].
- Indyjskie wiejskie bóstwa chtoniczne gramadewata, prawdopodobnie przedaryjskie, zazwyczaj ujmowane są w ikonografii form kultowych jako naga[3].

Święto nagów w hinduizmie to nagapańćami, intencjonalne tablice z wizerunkiem nagów to nagakal.

## Współczesna kultura
We współczesnych utworach i grach fantastycznych pojawiają się istoty w mniejszym lub większym stopniu wzorowane na mitologicznych nagach.

## Nagowie
- Ananta
- Balarama – ósmy awatar Wisznu.
- Karkotaka
- Mucalinda
- Padmawati
- Parawataksza
- Śesza
- Takshaka
- Ulupi
- Wasuki